# Raynald Denoueix
Raynald Denoueix (ur. 14 maja 1948 w Rouen) – francuski trener i piłkarz występujący na pozycji obrońcy.

## Kariera piłkarska
Denoueix całą kariery piłkarską spędził w FC Nantes, w trakcie której, trzy razy wygrał rozgrywki ligowe i jeden raz Puchar Francji.

## Kariera trenerska

### FC Nantes
W 1982 roku, Denoueix został trenerem młodzieżowej drużyny FC Nantes. Funkcję tę, pełnił przez kolejne piętnaście lat, wprowadzając do seniorskiego sportu min. Didiera Deschampsa, Marcel Desailly, Christian Karembeu, Claude Makélélé czy Mickaëla Landreau. Latem 1997 roku, Denoueix zastąpił Jean-Claude Suaudeau na stanowisku trenera pierwszej drużyny. Debiutancki sezon, nie wypadł najokazalej, drużyna uplasowała się na jedenastym miejscu w lidze, dodatkowo, odpadała w pierwszej rundziePucharu UEFA, przegrywając dwumecz z duńskim Aarhus GF. Kolejne sezony były dużo lepsze, a prowadzeni przez Denoueix'a piłkarze zaczęli osiągać sukcesy - w sezonach 1998/99 i 1999/00 roku wygrywali Puchary Francji, a w sezon 2000/01 zdobyli - ósme w historii klubu - mistrzostwo kraju. Rozgrywki 2000/01 były ostatnimi, pełnymi, Denoueix'a w klubie. Dobra gra w rozgrywkach Ligi Mistrzów (gdzie Nantes wygrało swoją grupę w I fazie grupowej), nie szła w parze z wynikami ligowym. Ostatecznie, w grudniu 2001 roku, Denoueix został zwolniony z funkcji trenera, zostawiając klub na ostatnim miejscy w ligowej tabeli. 

### Real Sociedad
W lipcu 2002 został mianowany nowym trenerem hiszpańskiego Real Sociedad. W pierwszym sezonie pracy, doprowadził drużynę do wicemistrzostwa-kraju, tracą pozycję lidera na dwie kolejki przed końcem rozgrywek. Kolejny sezon, był mniej udany - Baskowie zakończyli sezon na odległym piętnastym miejscu, odpadając z rozgrywek Ligi Mistrzów na etapie 1/8 finału. Po zakończeniu rozgrywek Denoueix, został zwolniony.
Od tego czasu nie wrócił do pracy jako trener, poświęcając się roli eksperta telewizyjnego.

## Sukcesy
Piłkarz
FC Nantes
- Première Division: 1965/66, 1972/73, 1976/77
- Puchar Francji: 1979

Trener
FC Nantes
- Première Division: 2000/01
- Puchar Francji: 1998/99, 1999/00
- Superpuchar Francji: 1999/00, 2001/02